# Вундерлих, Йорг
Йорг Вундерлих (нем. Jörg Wunderlich, р. 19 декабря 1939, Германия) — немецкий арахнолог и палеонтолог. Открыл и впервые для науки описал более 1000 новых видов пауков.

## Биография
Родился 19 декабря 1939 года в городе Берлин (Германия). Его мама, Шарлотта Шрёпер (Charlotte Schroeper) работала модельером, а отец Герхардт — судьёй. Обучался в Свободном университете Берлина, где изучал биологию, математику, географию и политологию. Первую ученую степень получил по математике, но впоследствии переключился на биологию, и после обучения в бакалавриате, защитил диссертацию о пауках. 25 лет проработал учителем в гимназии в Баден-Вюртемберге (ФРГ), а после выхода на пенсию полностью посвятил себя арахнологии. Активист и член муниципального совета партии зелёных Союз 90 / Зелёные. Основатель издательского дома («Publishing House Joerg Wunderlich») и журнала («Beiträge zur Araneologie»).

## Основные труды
Признан одним из крупнейших специалистов по паукам. Им опубликовано более 180 научных статей и книг, открыто и описано более 1200 новых для науки видов пауков, около 300 родов и 20 новых семейств. Среди них почти половина таксонов это ископаемые виды.

### Книги и монографии
- Spinnenfauna gestern und heute. Erich Bauer bei Quelle & Meyer, Wiesbaden 1986, vol.1, p. 1-283. ISBN 3-88988-104-1.
- Die fossilen Spinnen im dominikanischen Bernstein. Selbstverlag, Straubenhardt 1988.
- Die Spinnen-Fauna der Makaronesischen Inseln. Taxonomie, Ökologie, Biogeographie und Evolution. Selbstverlag, Straubenhardt 1991.
- Fossil spiders in amber and copal. Conclusions, revisions, new taxa and family diagnoses of fossil and extant taxa. 2 Bände. Selbstverlag, Hirschberg 2004, ISBN 3-931473-10-4.
- Fossil and extant spiders (Araneae). Phylogeny, diversifications, extinctions, biogeography, ecology and ethology. Selbstverlag, Hirschberg 2008, ISBN 978-3-931473-11-2.
- Extant and fossil spiders (Araneae). Beiträge zur Araneologie vol.6, pp. 1–640.
- The spider families of Europe. Keys, diagnoses and diversity. Selbstverlag, Hirschberg 2012, ISBN 978-3-931473-14-2.
- Mesozoic spiders. Spinnen des Erdmittelalters. Selbstverlag, Hirschberg 2015, ISBN 978-3-931473-15-0.
- Ten papers on fossil and extant spiders (Araneae). Selbstverlag, Hirschberg 2017, ISBN 978-3-931473-16-7.

### Семейства, описанные Вундерлихом
Среди более чем 1200 новых для науки таксонов (видов, родов, триб, семейств), открытых и описанных Вундерлихом около двух десятков это таксоны уровня семейства.
- Baltsuccinidae Wunderlich, 2004
- Burmadictynidae Wunderlich, 2017
- Burmascutidae Wunderlich, 2008
- Burmathelidae Wunderlich, 2017
- Comaromidae Wunderlich, 2004
- Cretacothelidae Wunderlich, 2017
- Hirsutisomidae Wunderlich, 2017
- Lagonomegopidae Eskov & Wunderlich, 1995
- Micropalpimanidae Wunderlich, 2008
- Monoricinulidae Wunderlich, 2017
- Parvithelidae Wunderlich, 2017
- Pholcochyroceridae Wunderlich, 2008
- Pimoidae Wunderlich, 1986
- Plumorsolidae Wunderlich, 2008
- Praearaneidae Wunderlich, 2017
- Praeterleptonetidae Wunderlich, 2008
- Praetheridiidae Wunderlich, 2004
- Protheridiidae Wunderlich, 2004
- Pumiliopimoidae Wunderlich, 2008
- Salticoididae Wunderlich, 2008
- Sinopimoidae Li & Wunderlich, 2008
- Succinomidae Wunderlich, 2008
- Synaphridae Wunderlich, 1986
- Vetiatoridae Wunderlich, 2017

## Таксоны, названные в честь Вундерлиха
Признавая значительный вклад Вундерлиха в науку разными учёными мира в его честь было названо около 20 новых для науки таксонов пауков, скорпион и сольпуга.
- Bianor wunderlichi Logunov, 2001
- Carbinea wunderlichi Davies, 1999
- Clubiona wunderlichi Mikhailov, 1992
- Nasoona wunderlichi (Brignoli, 1983)
- Philodromus wunderlichi Muster & Thaler, 2007
- Prodidomus wunderlichi Deeleman-Reinhold, 2001
- Scotognapha wunderlichi Platnick, Owtscharenko & Murphy, 2001
- Scutpelecopsis wunderlichi Marusik & Gnelitsa, 2009
- Setaphis wunderlichi Platnick & Murphy, 1996
- Synaphris wunderlichi Marusik & Zonstein, 2011
- Telema wunderlichi Song & Zhu, 1994
- Tenuiphantes wunderlichi (Saaristo & Tanasevitch, 1996)
- Theridion wunderlichi Penney, 2001
- Tibiaster wunderlichi Eskov, 1995
- Walckenaeria wunderlichi Tanasevitch, 1983
- Wugigarra wunderlichi (Deeleman-Reinhold, 1995)
- Xysticus wunderlichi Logunov, Marusik & Trilikauskas, 2001
- Zarqagonomegops wunderlichi Kaddumi, 2007
- Cratosolpuga wunderlichi Selden, 1996
- Palaeoananteris wunderlichi Lourenço, 2004